# Top Gun: Maverick
Top Gun: Maverick er en amerikansk actionfilm med Tom Cruise i hovedrollen.
Filmen er en efterfølger til Top Gun fra 1986.

## Medvirkende
- Tom Cruise som Pete "Maverick" Mitchell
- Miles Teller som Bradley "Rooster" Bradshaw
- Jennifer Connelly
- Jon Hamm
- Ed Harris
- Val Kilmer som Tom "Iceman" Kazanski